# José Ricardo da Costa Aguiar de Andrada
José Ricardo da Costa Aguiar de Andrada (Santos, Capitania de São Paulo, 15 de outubro de 1787 – Rio de Janeiro, 23 de junho de 1846) foi um desembargador brasileiro.

## Vida
Conselheiro, era filho do capitão-mor Francisco Xavier da Costa Aguiar e de Bárbara Joaquina de Andrada (irmã de José Bonifácio de Andrada e Silva). Formou-se em Direito pela Universidade de Coimbra em 9 de julho de 1810.
Foi deputado brasileiro às Cortes de Lisboa pela Província de São Paulo. Em 1823, foi eleito deputado à primeira Assembleia Constituinte do Brasil, representando São Paulo. Por seus notáveis serviços à independência e à nação, foi agraciado dignitário da Imperial Ordem do Cruzeiro. Escreveu a obra Annaes da Provincia do Pará e a Viagem ao Oriente. Em 1828, foi promovido a ministro do Supremo Tribunal de Justiça.
Casou-se com Jesuína Rita Moreira de Aguiar. Era tio e sogro do barão de Aguiar de Andrada.
Faleceu na cidade do Rio de Janeiro, em 23 de junho de 1846, tendo sido sepultado nas catacumbas da Igreja de São Francisco de Paula.